# Divisie Nr. 2 (Newfoundland en Labrador)
Divisie Nr. 2 (Engels: Division No. 2) is een censusdivisie in Newfoundland en Labrador, de oostelijkste provincie van Canada. Het door Statistics Canada afgebakende gebied komt overeen met het in het zuiden van Newfoundland gelegen schiereiland Burin inclusief de noordelijker gelegen plaatsen aan de westoever van Placentia Bay.
Divisie Nr. 2 heeft het kleinste oppervlakte van alles censusdivisies van de provincie. De grootste plaats in de divisie is de gemeente Marystown.

## Demografie

### Bevolkingsomvang
De volkstelling van 1951 was de eerste sinds de toetreding van Newfoundland tot de Canadese Confederatie. Divisie Nr. 2 telde toen ruim 22.000 inwoners. Er vond in de decennia erna een stevige groei plaats met een bevolkingsomvang die in 1981 net boven de 30.000 piekte. In de jaren 80 begon het gebied echter demografisch achteruit te gaan, vooral vanaf eind jaren 80. Deze dalende trend is in de 21e eeuw nog steeds bezig.
Tussen 1986 en 2021 daalde de bevolkingsomvang van Divisie Nr. 2 van 30.285 naar 19.392. Dat komt neer op een daling van 10.893 inwoners (-36,0%) in 35 jaar tijd.
- Bron: Statistics Canada (1951–1986[1], 1991–1996[2], 2001–2006[3], 2011–2016[4], 2021[5])

### Taal
In 2021 had 99,3% van de inwoners van Divisie Nr. 2 het Engels als moedertaal, vrijwel alle anderen waren die taal machtig. Hoewel slechts 35 mensen (0,2%) het Frans als (al dan niet gedeelde) moedertaal hadden, waren er 425 mensen die die andere Canadese landstaal konden spreken (2,2%). Na het Engels en Frans was in 2021 de meest gekende taal het Arabisch met 35 sprekers (0,2%). Er woonden datzelfde jaar in Divisie Nr. 2 geen Nederlandstaligen.

### Inheemse bevolking
Bij de volkstelling van 2021 gaven 315 inwoners (1,6%) van Divisie Nr. 2 aan dat ze een inheemse identiteit hadden. Een meerderheid onder hen behoorde tot de First Nations met daarnaast nog 45 Métis en 35 Inuit. Niemand onder hen was een inheemse taal machtig.

## Plaatsen
Divisie Nr. 2 telt 25 gemeenten en die volgens de volkstelling van 2016 tezamen 18.335 inwoners telden, oftewel 90% van het inwonertotaal. De overige inwoners woonden in gemeentevrij gebied, grotendeels in een van de dertien local service districts (LSD's). Er waren echter ook 547 mensen (2,7%) die volgens de census in een van de toen zes LSD-loze plaatsen of between communities (tussen twee plaatsen in) woonden en aldus geen enkele vorm van lokaal bestuur genoten.
| - Baine Harbour - Bay L'Argent - Burin - English Harbour East - Fortune - Fox Cove-Mortier - Frenchman's Cove - Garnish - Grand Bank - Grand le Pierre - Lamaline - Lawn - Lewin's Cove - Little Bay East - Lord's Cove - Marystown - Parker's Cove - Point au Gaul - Point May - Red Harbour - Rushoon - St. Bernard's-Jacques Fontaine - St. Lawrence - Terrenceville - Winterland | - Beau Bois - Epworth-Great Salmonier - Garden Cove - Goobies (gedeeltelijk) - Harbour Mille-Little Harbour East - Jean de Baie - Little St. Lawrence - North Harbour - Petite Forte - Rock Harbour - Southeast Bight - Spanish Room - Swift Current-Black River - Boat Harbour West - Brookside - Grand Beach - Monkstown - Tides Brook |